# 七瀬たまき
七瀬 たまき（ななせ たまき、1988年9月13日 - ）は、日本のAV女優。
趣味は、ホットヨガ・犬の散歩。

## 略歴
和歌山県出身。2007年にAVデビュー。2008年5月本人のブログが削除された。

## 作品

### アダルトビデオ
2007年
- 初撮りイキナリ3P生中出し (3月8日、eighteen)
- 逆ナンパ中出し ナンパして中出しさせる8人のギャル (5月12日、隼エージェンシー)…オムニバス作品
- 素人コギャルズMANIAX 19 (5月17日、V&Rプロダクツ)…オムニバス作品
- 巨乳LOVE VI 1445センチ!総勢16人の巨乳ギャル (6月16日、隼エージェンシー)…オムニバス作品
- オナニスト［第十七章］40人のズリマン女 (6月16日、隼エージェンシー)…オムニバス作品
- レイプ中出し3 理不尽に中出しされた8人のギャル (7月13日、隼エージェンシー)…オムニバス作品
- 入院したら男は僕一人ぼっちだった…。2 (7月19日、アキノリ)
- 巨乳女子校生4 (7月27日、メディアステーション)…オムニバス作品
- Hot Models AUG 2007 (7月31日、デジタルアーク)
- 夏!痴漢バス 〜それぞれの屈辱〜 (8月3日、TMA)…オムニバス作品
- 開校!ギャルズ学園 (8月4日、アキノリ)
- 淫らなお姉さんは好きですか 22 (8月10日、クリスタル映像)…オムニバス作品
- パンスト レズビアン 1 (8月15日、ジャネス)
- エロGAL×2 (8月16日、マキシング)
- 家出ギャルを騙して犯してヤリ捨てました! (8月17日、メディアステーション)
- 男殺油地獄 (9月18日、レアル・ワークス)
- 解禁!連続真正中出し8連射!! (9月19日、みるきぃぷりん♪)
- 下宿したら男は僕一人ぼっちだった…。 3 (10月4日、アキノリ)
- ギリまん尻アナル 1 (10月6日、ラハイナ東海)
- 名古屋嬢羞恥 1 (10月15日、未来・フューチャー)
- 接吻レズ 1 ネコとタチ (10月19日、スタイルアート)
- 絶頂バイブ製造工場 品質管理研究課 (10月20日、アレックス)…オムニバス作品
- W巨乳×小悪魔 (10月25日、イエロー)
- 生中出し巨乳ギャル 2 (10月25日、メディアステーション)…オムニバス作品
- GAL CAMP (10月30日、ゴリラプロジェクト)
- 桃組淫行少女隊 (11月7日、桃太郎映像出版)…オムニバス作品
- 渋谷系エロカワGALの手コキパラダイス (11月20日、イマージュ)…オムニバス作品
- 生中出し女子校生4時間 4 (11月16日、メディアステーション)…オムニバス作品
- 電マ激イキFUCKERS Vol.4 (12月1日、マキシング)…オムニバス作品

2008年
- みるきいHiスクール! (1月19日、みるきぃぷりん♪)
- 手コキでベロちゅ〜 (1月25日、イエロー)…オムニバス作品
- ハーレム・オブ・アマゾネス (3月7日、プレミアム)
- 生・中出しが大好きな女子校生たち 総勢13人をガチハメる! (2月7日、桃太郎映像出版)…オムニバス作品
- レ・Zu・ビアン 26 (2月8日、U&K)
- 万引き娘たちを犯(ヤ)る 3時間 (2月8日、ビッグモーカル)…オムニバス作品
- 官能小説朗読オナニー (2月19日、イエロー)…オムニバス作品
- ハーレム・オブ・アマゾネス外伝 美しき淫女たちのレズと乱交の宴 (3月7日、プレミアム)
- HARDCORE LESBIAN (3月18日、ドリームクリエイト)
- ネチョレズ! VOL.1 (4月4日、U&K)オムニバス作品
- 女子校生にセンズリみせつけ相互オナニー鑑賞 1 (4月15日、ジャネス)
- 人妻痴女3人不倫旅行 1 (5月15日、ジャネス)
- 美熟女のギャル誘惑レズ温泉旅行 2 (5月19日、スタイルアート)
- 性的レズ浴場 貸切レズソープランド (6月19日、アキノリ)
- gal たまき (6月19日、ミスター・インパクト)